# Cédric Anton
Cédric Anton est un footballeur français, né le 20 février 1988 à Metz. Il joue au poste de latéral gauche.

## Biographie
Arrière gauche, il effectue ses grands débuts en Ligue 1 le 22 décembre 2007 lors d'un FC Lorient - FC Metz 2-0 où son entraîneur le fait débuter à son poste de prédilection. 
À l'issue de cette rencontre, Francis De Taddeo est démis de son poste d'entraîneur du FC Metz. Il signe au Vannes Olympique Club en janvier 2009 où il joue en équipe réserve, avant de signer début 2010 avec le club de la Jeunesse d'Esch.

## Carrière
- 2006 - 2008 : FC Metz ( France)
- jan. 2009 - 2009 : Vannes OC ( France)
- jan. 2010 - 2010 : AS La Jeunesse d'Esch ( Luxembourg)[1]

## Palmarès
- Champion du Luxembourg (2010)